# مقصدهای پروازی اویانکا کاستاریکا
مقصدهای پروازی اویانکا کاستاریکا به شرح زیر است:
|  | قطب شرکت هواپیمایی |
|  | مسیرهای آتی        |
|  | مسیرهای متوقف‌شده   |